# Gordon Brown
James Gordon Brown (Giffnock, 20 de fevereiro de 1951) é um político britânico, foi  primeiro-ministro do Reino Unido e líder do Partido Trabalhista entre 2007 e 2010, quando renunciou aos cargos. Gordon Brown tornou-se líder do Labour Party em 24 de junho de 2007; como consequência foi nomeado Primeiro-ministro, tendo assumido o cargo em 27 de junho de 2007, sucedendo a Tony Blair na função.
Foi Chanceler do Tesouro do Reino Unido desde o início do governo de Tony Blair, em 1997. Desde 1983, Gordon é um membro do parlamento britânico pelo círculo eleitoral de Dunfermline East.
Após a derrota de seu partido nas eleições gerais de maio de 2010 para o Partido Conservador, entregou a sua renúncia, dando fim a 13 anos de governos trabalhistas.

## Vida
Aos 16 anos, Brown perdeu a visão do olho esquerdo ao sofrer descolamento da retina devido a um golpe na cabeça que recebeu numa partida de rugby. Estudou História na Universidade de Edimburgo, onde fez o doutoramento. Já antes de entrar no Parlamento, alcançou notoriedade como reitor da Universidade de Edimburgo, como presidente do Tribunal Universitário (ainda enquanto estudante) e como editor do Red Paper on Scotland. Brown deu aulas em Universidades escocesas antes de trabalhar como jornalista de televisão. Em 1986 ele publicou uma biografia sobre o político trabalhista James Maxton.

## Governo
O mandato de Brown como Chanceler do Tesouro foi marcado por uma grande reforma da arquitetura da política monetária e fiscal da Grã-Bretanha, transferindo os poderes de fixação das taxas de juros para o Banco da Inglaterra, por uma ampla extensão dos poderes do Tesouro para cobrir grande parte da política doméstica e pela transferência da responsabilidade pela supervisão bancária à Autoridade de Serviços Financeiros. Brown presidiu o período mais longo de crescimento econômico sustentado na história britânica, mas isso se tornou cada vez mais dependente da dívida crescente, e parte desse período de crescimento começou sob o governo conservador anterior em 1993. Ele delineou cinco testes econômicos que definiu a resistência do Reino Unido adotar moeda euro. Movimentos controversos incluíram a abolição do alívio do imposto antecipado sobre as sociedades (ACT) em seu primeiro orçamento, a venda das reservas de ouro do Reino Unido de 1999 a 2002 e a remoção em seu orçamento final da "taxa inicial" de 10% do imposto de renda pessoal que ele havia introduzido em 1999. Em 2007, Tony Blair renunciou ao cargo de primeiro-ministro e líder trabalhista, e Brown foi eleito sem oposição para substituí-lo.
O governo de Brown introduziu pacotes de resgate em 2008 e 2009 para ajudar a manter os bancos à tona durante a crise financeira global e, como resultado, a dívida nacional do Reino Unido aumentou drasticamente. O governo assumiu participações majoritárias no Northern Rock e no Royal Bank of Scotland, ambos com dificuldades financeiras, e injetou grandes quantias em vários outros bancos, incluindo o Lloyds Banking Group, formado através da aquisição do HBOS pelo Lloyds TSB em 2009. Em 2008, o governo de Brown aprovou a primeira Lei de Mudança Climática do mundo e introduziu a Lei da Igualdade em 2010. Apesar dos aumentos iniciais nas pesquisas de opinião depois que Brown se tornou primeiro-ministro, a popularidade do Partido Trabalhista diminuiu com o início de uma recessão em 2008 , levando a resultados ruins nas eleições locais e europeias em 2009. Nas eleições gerais de 2010, o Partido Trabalhista perdeu 91 assentos, a maior perda de assentos do partido em uma única eleição geral desde 1931, resultando em um parlamento suspenso no qual os conservadores eram o maior partido. Depois que o Partido Conservador formou um governo de coalizão com os Liberais Democratas, Brown foi sucedido como primeiro-ministro por David Cameron. Brown mais tarde desempenhou um papel de destaque na campanha para manter a união durante o referendo da independência escocesa de 2014.

## Publicações
- Brown, Gordon, ed. (1975). The Red Paper on Scotland. Edinburgh: EUSPB. ISBN 0-9501890-73
- Drucker, H.M.; Brown, Gordon (1980). The Politics of Nationalism and Devolution. London: Longman. ISBN 9780582295209
- The Labour Party and Political Change in Scotland 1918–1929: The Politics of Five Elections (PhD). Edinburgh: University of Edinburgh. 1982. hdl:1842/7136
- Maxton: A Biography. [S.l.]: Mainstream Publishing. 1986. ISBN 978-1-85158-042-2
- Gordon Brown; Robin Cook, eds. (1987). Scotland: The Real Divide. [S.l.]: Mainstream Publishing. ISBN 978-0-906391-18-1
- Where There's Greed: Margaret Thatcher and the Betrayal of Britain's Future. [S.l.]: Mainstream Publishing. 1989. ISBN 978-1-85158-228-0
- Brown, Gordon; Naughtie, James (1994). John Smith: Life and Soul of the Party. Edinburgh: Mainstream. ISBN 1-85158-692-X
- Gordon Brown; Tony Wright, eds. (1995). Values, Visions and Voices: An Anthology of Socialism. [S.l.]: Mainstream Publishing. ISBN 978-1-85158-731-5
- Moving Britain Forward: selected speeches, 1997-2006. London: Bloomsbury. 2006. ISBN 9780747588382
- Courage: Eight Portraits. [S.l.]: Bloomsbury Publishing. 2007. ISBN 978-0-7475-6532-1
- Britain's Everyday Heroes. [S.l.]: Mainstream Publishing. 2007. ISBN 978-1-84596-307-1
- Wartime Courage: stories of extraordinary courage by exceptional men and women in World War Two. London: Bloomsbury. 2009. ISBN 9780747597414
- The Change We Choose: Speeches 2007–2009. [S.l.]: Mainstream Publishing. 2010. ISBN 978-1-84596-632-4
- Beyond the Crash: Overcoming the First Crisis of Globalisation. [S.l.]: Simon & Schuster. 2010
- Brown, Gordon; Chris Harvie (2015) [1979]. A Voter's Guide to the Scottish Assembly. [S.l.]: David Watt & Sons
- Keir Hardie: Labour’s first leader. BBC Radio Scotland programme. September 2015.[14]
- Britain: Leading, Not Leaving: the patriotic case for remaining in Europe. Selkirk: Deerpark Press. 2016. ISBN 9780954197964
- My Life, Our Times. [S.l.]: Bodley Head. 2017. ISBN 978-1-84792-497-1
- Seven Ways to Change the World: How To Fix The Most Pressing Problems We Face. [S.l.]: Simon & Schuster. 2021. ISBN 978-1-3985-0361-8. OCLC 1223012333